# Szabó Miklós (menedzser)
Szabó Miklós Csaba  (Budapest, 1944. november 12. – Budapest, 2015. szeptember 14.) magyar menedzser, politikus. 1990 és 1991 között Budapest XIII. kerületének alpolgármestere, majd 1994-ig polgármestere. 2009 és 2015 között az Országos, illetve Nemzeti Választási Bizottság Lehet Más a Politika által delegált tagja.

## Életpályája
Budapesten született Szabó Miklós operaénekes gyermekeként. Tanulmányait követően a honvédség szolgálatába lépett, a katonai egészségügyben, majd hivatásos gépkocsivezetőként dolgozott. Leszerelése után elméleti és gyakorlati oktatóként folytatta pályáját. A rendszerváltást megelőző években kisvállalkozások középvezetője volt.
Politikai pályára 1989-ben lépett, amikor a Szabad Demokraták Szövetsége XIII. kerületi szervezetének tagja lett. Az 1990-es önkormányzati választáson pártja képviseletében mandátumot szerzett, a kerület egyik alpolgármesterévé választották Síklaky István polgármester mellé. Amikor Síklaky 1991 júniusában lemondott polgármesteri címéről, Szabót választották utódjául. Polgármesteri időszaka alatt kezdődött meg a háziorvosi rendelők privatizációja és a magángyógyszertárak kialakítása. Az 1994-es országgyűlési választást követően ellenezte a Magyar Szocialista Párttal való koalíciókötést, ezért kizárták a pártból. Az önkormányzati választáson független jelöltként indult, ahol 14,4%-os eredményével a negyedik helyen végzett. Ebben az időszakban volt a Budapest Társaság egyik alapítója.
Polgármesteri megbízatását követően megalakította a Casa Della Musica Társulatot, komolyzenei koncerteket szervezett, valamint édesapja művészeti hagyatékát kezelte. Emellett a Vasúti Járműjavító Kft-nél hatósági és vállalatbiztonsági vezető volt. A közéletbe 2002-ben tért vissza, amikor a Centrum Párt országgyűlési képviselőjelöltje, majd a párt Országos Választási Bizottságba delegált tagja volt. 2009-ben a Lehet Más a Politika egyik alapító tagja lett, amely ismételten az OVB-be jelölte. Pozícióját haláláig viselte. Emellett a párt etikai bizottságának volt több éven keresztül tagja, valamint 2014-ben a BKV Zrt. felügyelőbizottságának tagjává választották.

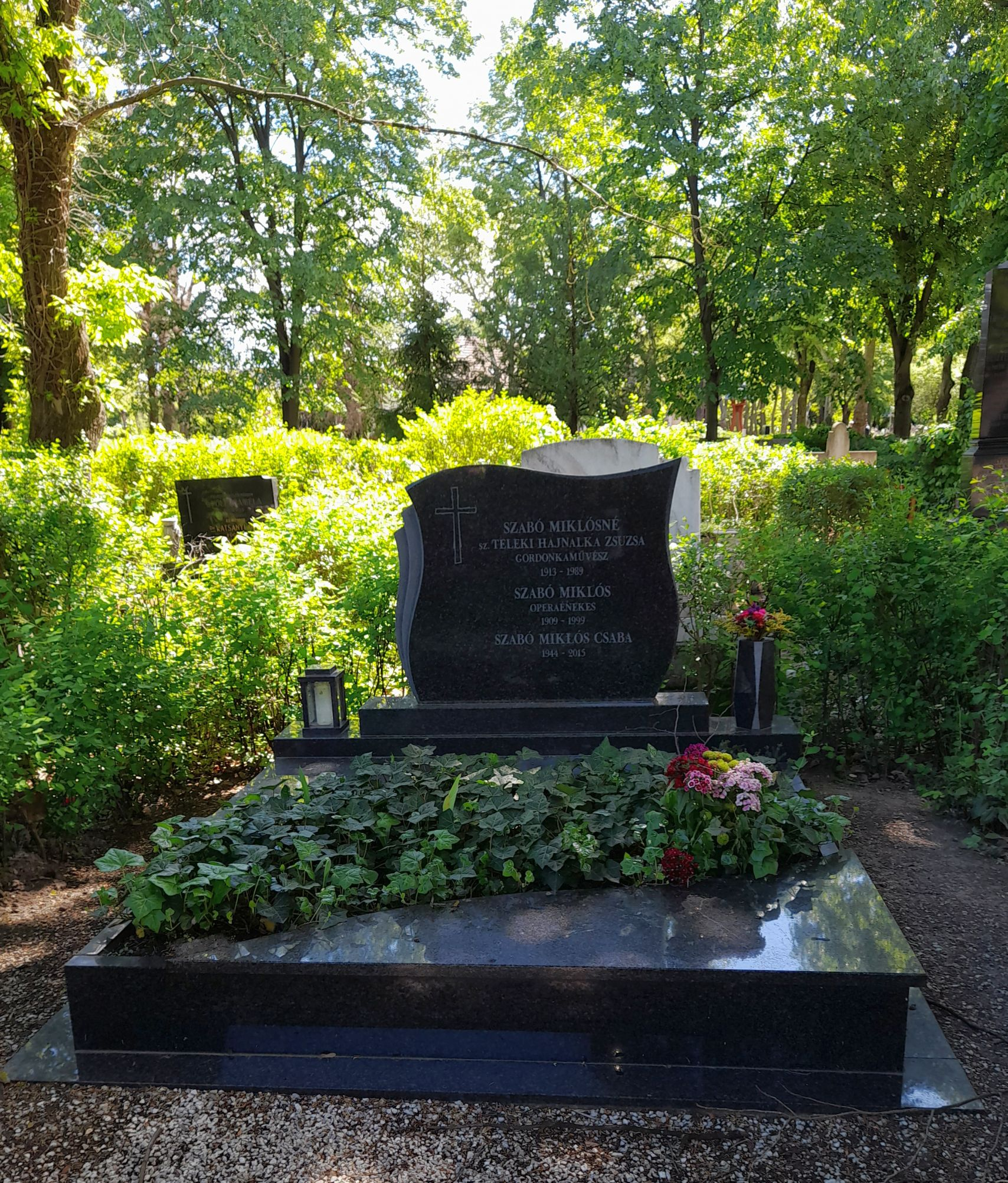
Sírja Budapesten, 2024-ben. Megyeri temető: 20/0/1/94-95.